# Jujuy
Provinsen Jujuy (spansk: Provincia de Jujuy) er en provins, som ligger i det nordvestlige Argentina. Den grænser til Chile og Bolivia samt til naboprovinsen Salta. Jujuy dækker et areal på 53.219 km2
og har et befolkningstal på ca. 811.611 (2022) indbyggere. Hovedstaden er byen San Salvador de Jujuy, ofte forkortet til Jujuy.